# Palazzo della Borsa (Bruxelles)
Il Palazzo della Borsa (in olandese: Beurs van Brussel o de Beurs)  è un edificio che ha ospitato fino al 2015 la Borsa di Bruxelles.
Costruito sul Boulevard Anspach tra il 1868 e il 1873 su progetto dell'architetto Léon-Pierre Suys, l'edificio occupa il sito del vecchio mercato del burro, che si trova sui resti dell'ex convento di Récollets.